# Claudia Procula
Claudia Procula (eller Procla) var enligt den kristna traditionen Pontius Pilatus hustru, vilket dock inte framgår av Bibeln. Hon nämns en enda gång i Matteusevangeliet (27:19). Hon ska ha varit judisk proselyt vid tiden för Jesu död och senare ska hon ha blivit kristen. Inom de östligt ortoxa kyrkorna och etiopisk-ortodoxa kyrkan är hon helgonförklarad. Hennes minnesdag firas den 27 oktober.

## I Bibeln
Den enda referensen till Pilatus hustru i Nya Testamentet finns i en enda mening av Matteus. Enligt Matteusevangeliet 27:19 sände hon ett bud till sin make och bad honom att inte döma Jesus till döden: "Medan han [Pilatus] satt på domartribunen fick han detta bud från sin hustru: 'Du skall inte ha med den där rättfärdige mannen att göra. Jag har haft mardrömmar i natt för hans skull'". Pilatus lyssnade inte till hennes uppmaning.
Namnet "Claudia" förekommer bara en gång i Nya Testamentet, i Andra Timotheosbrevet 4:21, skrivet av Paulus strax innan han avrättades: 'Försök att komma före vintern. Euboulos och Pudens, Linos, Claudia och alla bröderna hälsar dig'. Hur som helst finns det inget som stödjer att denna Claudia var Pontius Pilatus hustru.

## Tidiga kristna referenser och teologiska tolkningar
Origenes tidiga verk Homilies om Matteus (100-talet) säger att Procula blev kristen eller åtminstone att Gud sände henne en dröm (jfr. Matt. 27:19) för att hon skulle bli kristen. Denna tolkning delades av många av antikens och medeltidens teologer. Andra teologer hävdade dock att drömmen sändes av Satan i ett försök att omintetgöra den frälsning som skulle bli följden av Kristi död.
Pontius Pilatus hustru nämns i det apokryfa Nikodemusevangeliet (Acta Pilati, troligen författat på 300-talet), som ger en noggrannare version av händelsen med drömmen än Matteus. Namnet Procula härrör från översatta versioner av denna text. Krönikan av Pseudo-Dexter (1619) är den första kända där hon kallas Claudia.

## Helgonskap
Procula (Procla) vördas som helgon inom två östligt kristna kyrkor: den östligt ortodoxa kyrkan och den etiopisk-ortodoxa kyrkan. Inom den östligt ortodoxa kyrkan firas hennes minnesdag den 27 oktober. Den etiopisk-ortodoxa kyrkan firar både Pilatus och Procula den 25 juni.

## Pilatus hustru i konsten
Författarinnan Charlotte Brontë skrev år 1811 en dikt, "Pilatus hustrus dröm", där hon låter Claudia beskriva sin dröm.